# La Riera de Gaià
|  | Pel que fa a la riera del Vallès Occidental, vegeu riera de Gaià. |

La Riera de Gaià (tradicionalment anomenat, simplement, la Riera) és un municipi de la comarca del Tarragonès. Segons dades de 2013 tenia 1.635 habitants.

## Etimologia
Segons Antoni Maria Alcover i Francesc de Borja Moll, el nom de la Riera prové del llatí rīvarĭa, derivat de rīvu, ‘riu’.

## Geografia
- Llista de topònims de la Riera de Gaià (Orografia: muntanyes, serres, collades, indrets..; hidrografia: rius, fonts...; edificis: cases, masies, esglésies, etc).

## Història
Es tenen poques dades sobre la història de la localitat. Van formar part del mateix diverses quadres fins que la despoblació dels segles xiv i xv va portar els habitants a concentrar-se al nucli de la Riera de Gaià. El 1769 es va fusionar amb Virgili per formar un únic municipi.
Els habitants van destacar com que van defendre el carlisme durant la Primera Guerra Carlina.

## Cultura
L'església parroquial està dedicada a santa Margarida. Les obres de construcció van començar el 1788. És d'estil barroc.
El castell de Santa Margarida, conegut també com el Castellot, és una antiga fortalesa que va pertànyer als senyors de Montoliu i que apareix citada el 1118. L'edifici va quedar molt deteriorat durant la Guerra del Francès, malgrat que encara en són visibles fragments del mur. També s'hi observen restes d'una torre circular que es trobava a la part central del castell.
A l'antic nucli de Vespella es poden veure les restes d'una torre medieval coneguda com la torre de la Vella. La torre va ser construïda com a defensa i guaita del poble. Té un diàmetre interior de 2,20 metres i el mur és d'una grossor d'1,20 metres.
La Riera de Gaià celebra la festa major el mes de juliol, coincidint amb la festivitat de santa Margarida. Una altra festivitat destacada té lloc el 14 de setembre, festivitat de la Santa Creu. L'origen d'aquesta celebració es troba en un antic vot realitzat pels habitants perquè se'ls salvés d'una epidèmia que va assolar el poble el 1809. Per recordar aquesta data, la Santa Creu surt en processó cada any.

## Economia
Tradicionalment, la principal activitat econòmica ha estat l'agricultura. Encara que ha perdut importància, continua sent una destacada font d'ingressos del municipi. Els cultius més importants són els avellaners, els garrofers i les oliveres.

## Nuclis de població

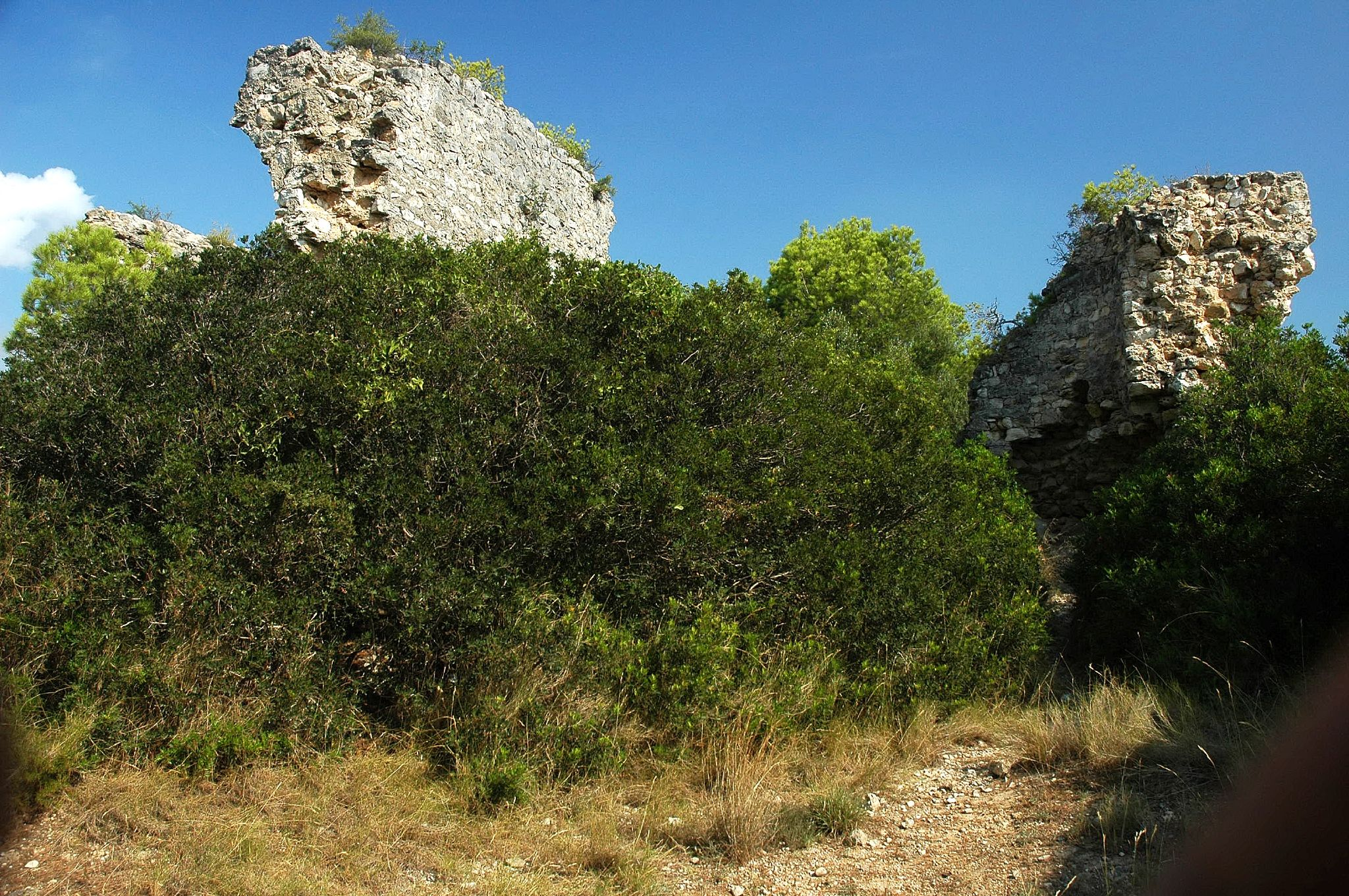
Restes del Castellot o castell de Santa Margarida

| Entitat de població  | Habitants (2023) |
| la Riera de Gaià     | 1.253            |
| el Castellot         | 306              |
| Residencial la Riera | 105              |
| Ardenya              | 98               |
| les Cases de Virgili | 16               |
| Font: Idescat        |                  |

## Demografia
| 1497 f | 1515 f | 1553 f | 1717 | 1787  | 1857  | 1877  | 1887  | 1900  | 1910  |
| ------ | ------ | ------ | ---- | ----- | ----- | ----- | ----- | ----- | ----- |
| 11     | 23     | 30     | 448  | 1.231 | 1.288 | 1.233 | 1.152 | 1.163 | 1.087 |

| 1920  | 1930 | 1940 | 1950 | 1960 | 1970  | 1981 | 1990 | 1992 | 1994 |
| ----- | ---- | ---- | ---- | ---- | ----- | ---- | ---- | ---- | ---- |
| 1.037 | 974  | 917  | 916  | 992  | 1.025 | 967  | 940  | 913  | 913  |

| 1996 | 1998 | 2000 | 2002  | 2004  | 2006  | 2008  | 2010  | 2012  | 2014  |
| ---- | ---- | ---- | ----- | ----- | ----- | ----- | ----- | ----- | ----- |
| 902  | 877  | 970  | 1.061 | 1.203 | 1.332 | 1.540 | 1.661 | 1.691 | 1.678 |

| 2016  | 2018  | 2020  | 2022  | 2024  | 2026 | 2028 | 2030 | 2032 | 2034 |
| ----- | ----- | ----- | ----- | ----- | ---- | ---- | ---- | ---- | ---- |
| 1.694 | 1.701 | 1.742 | 1.752 | 1.807 | -    | -    | -    | -    | -    |